# 마르시아스

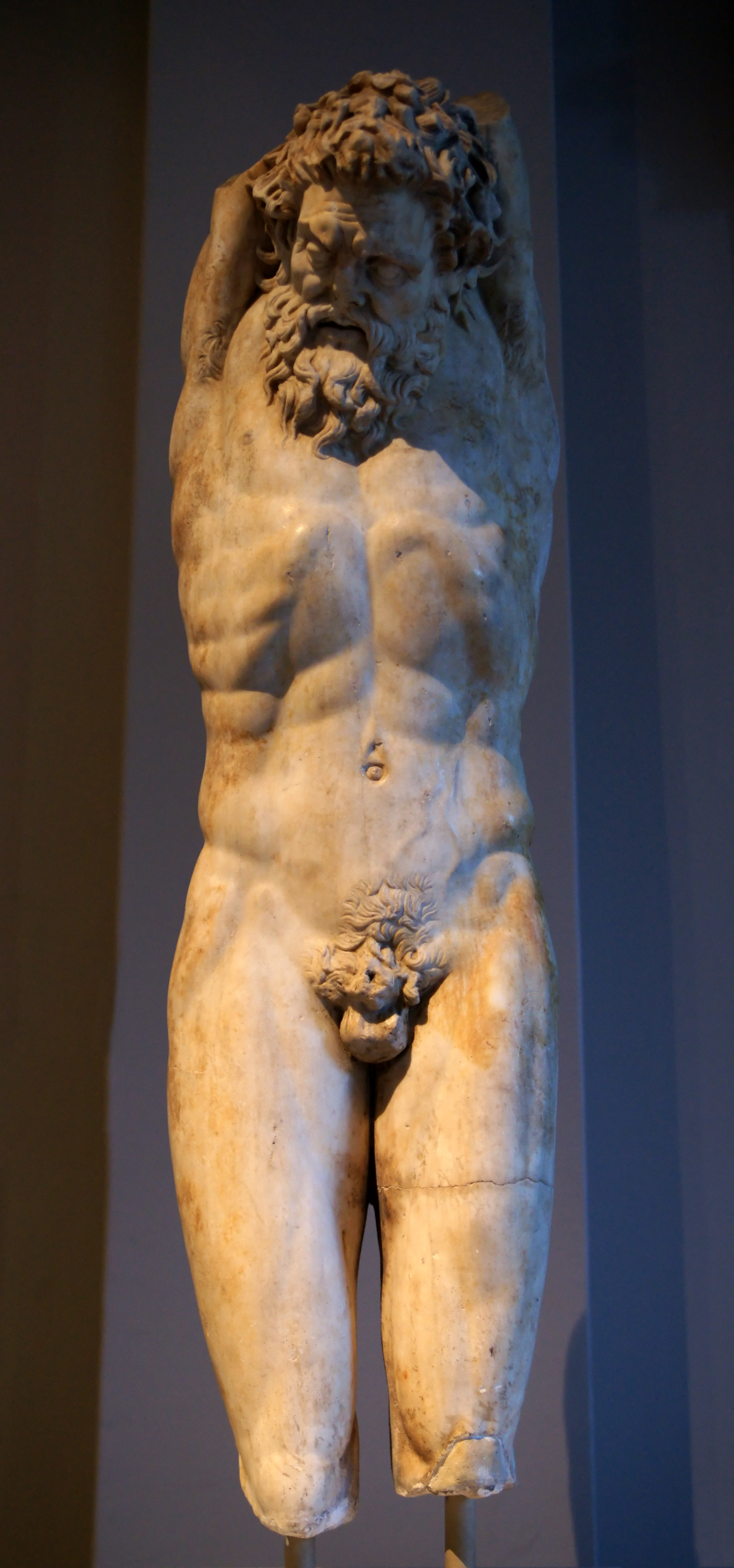
아폴론의 형벌을 받는 마르시아스, 이스탄불 고고학 박물관.

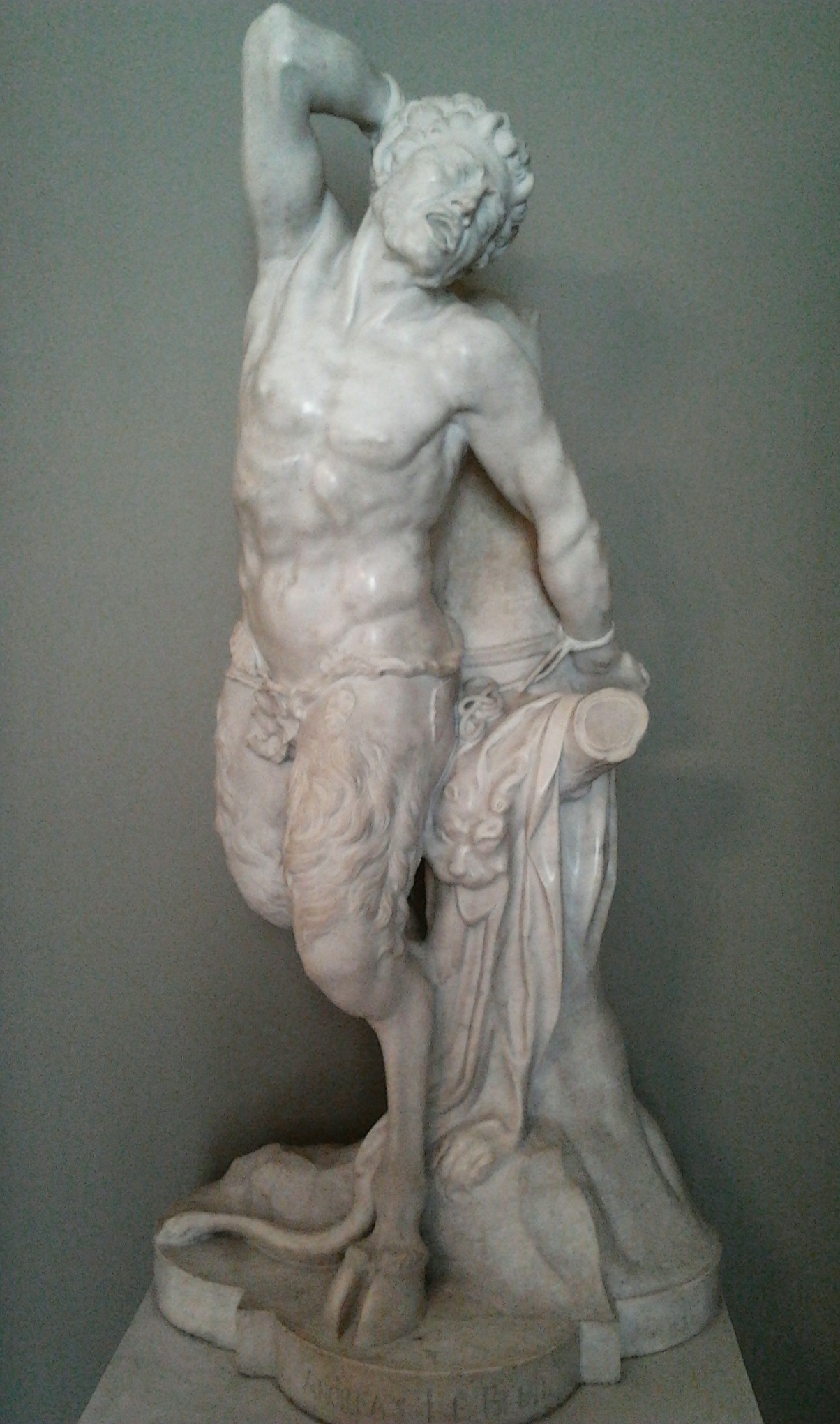
앙드레 르 브룅이 묘사한 나무에 묶인 사티로스 모습의 마르시아스(1783년), 바르샤바 왕궁.

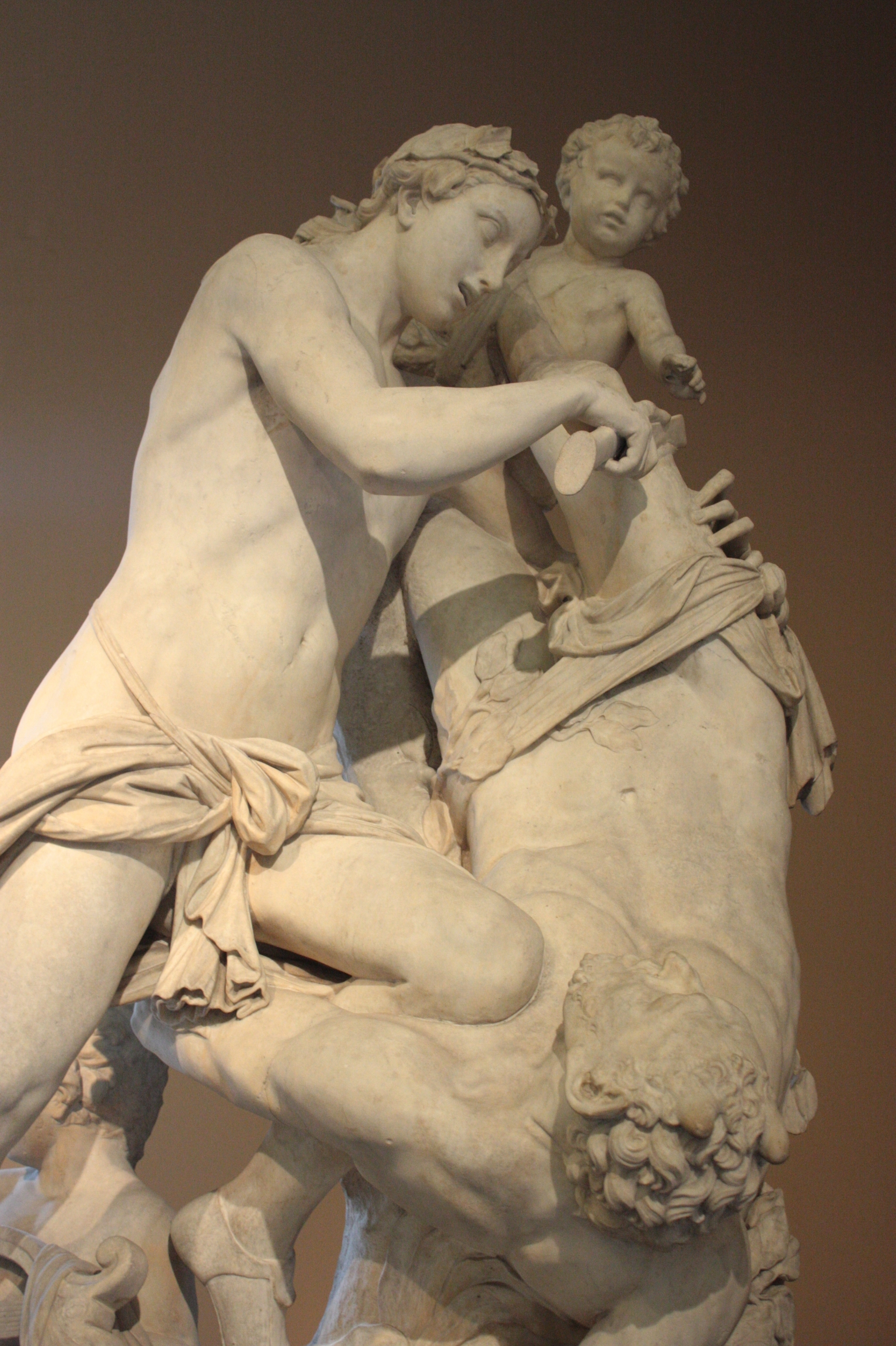
안토니오 코라디니(1658년~1752년)의 마르시아스의 가죽을 벗기는 아폴론, 런던 빅토리아 앨버트 박물관.

마르시아스는 그리스 신화에 나오는 사티로스로, 그의 죽음과 관련한 두 가지 이야기가 전해진다. 한 이야기에서는 아테나가 버린 더블 플루트(아울로스)를 마르시아스가 주워 연주하고, 아폴론에게 도전하여 음악을 겨루었으나 패배하여 가죽과 목숨을 잃었다. 고대의 문학적 근원에서는 종종 마르시아스의 오만과 그가 받은 형벌의 정당함을 강조한다.
또 다른 이야기는 레아/키벨레와 연결되며, 프리기아의 케라이나이의 신화 기록가들은 사행천(멘데레스 강)의 원천을 설명할 때 그의 이야기를 전하였다.
마르시아스는 계보 상으로 올림포스(헤라클레스와 에우보이아의 아들, 테스피오스의 딸), 또는 오이아그로스, 히아그니스의 아들로 전해진다. 올림포스의 경우, 마르시아스의 아들이나 제자로도 전해진다.

## 같이 보기
- 아라크네